# Édouard Anseele
Pour les articles homonymes, voir Anseele.
Edouard (ou Edward) Anseele est un homme politique socialiste belge, né le 6 juillet 1856 à Gand et décédé le 18 février 1938 dans cette même ville.    

## Biographie

### Jeunesse
Edouard Anseele voit le jour à Gand le 6 juillet 1856. Il est le quatrième enfant de Rosalie Washer et André Anseele qui auront encore trois enfants par la suite. Deux d’entre eux meurent en bas âge. Ses parents possèdent un magasin de chaussures assez haut de gamme, son père est cordonnier et sa mère piqueuse de bottines.  Tous deux fiers de leurs métiers, ils transmettent le goût du travail à leurs enfants. À l’époque, le travail d’artisan pouvait permettre de s’élever socialement et les Anseele ont ainsi eut la possibilité d'offrir une vie confortable à leurs enfants ainsi qu’une éducation digne de ce nom. 
André Anseele est à Paris pour le travail lors de la révolution de 24 février 1848. Conscient de l'ampleur que peuvent prendre les diverses manifestations, il quitte la France en juin. Quelques semaines plus tard ont lieu les massacres d’ouvriers. 
En 1866, les cordonniers de Gand organisent une grève dans le but d’obtenir une augmentation pour que leurs salaires soient proportionnés à leur labeur. Le comité de cette grève est basé au domicile des Anseele. La grève porte finalement ses fruits. C’est dans cette atmosphère d’opposition entre patrons et ouvriers qu’Edouard Anseele grandit. 

### Études
Le parcours scolaire d'Edouard commence à l’école communale. Il se démarque rapidement de par son intelligence et le Professeur universitaire François Laurent le prend sous son aile. Edouard se trouve quelques petits boulots après ses heures de classe, pleinement conscient du sacrifice que représentent ses études pour ses parents. Laurent lui permet de suivre gratuitement les cours à l’Athénée jusqu’à ses 17 ans, il n’achève pas son cursus. 
Il trouve ensuite du travail chez le notaire Parmentier après avoir essuyé plusieurs échecs à des entretiens d’embauche. Il quitte rapidement ce travail de gratte-papier qui ne lui offre pas la vie dont il rêve. Du jour au lendemain il part pour Londres en quête d’aventure. Même le Professeur Laurent ne réussit pas à le convaincre de rester. Son voyage est de courte durée, celui-ci étant dans l’impossibilité de trouver du travail en Angleterre en raison de sa connaissance limitée de l’anglais, il rentre à Gand. Ce périple lui a cependant permis de constater de grandes misères, notamment dans le quartier de Whitechapel. Le constat de la misère dans laquelle peuvent vivre certaines parties de la population le pousse à entrer au  Parti socialiste. 

### Lutte au sein du parti socialiste
Édouard entre dans le parti socialiste en 1874. Il y entre au début par curiosité en se rendant à un meeting socialiste. Les misères ouvrières sont longuement évoquées et tant les conditions de travail désastreuses que les bas salaires sont exposés. Très ému par ce discours il se lance dans une lutte pour défendre les intérêts des prolétaires.  Lors d'un congrès en juin 1877 à Bruxelles, Édouard entre dans un comité de trois membres avec comme mission de rédiger le programme et les statuts du nouveau parti ouvrier. Le parti ouvrier belge ne sera toutefois constitué définitivement qu'en 1885. 
Édouard a vingt-quatre ans, lorsqu’il fonde en 1880 Vooruit (En avant), une coopérative de boulangerie qui se proclame du parti socialiste, et cela en partie grâce « à un prêt de deux mille francs fait par l'Association des Tisserands ». La boulangerie Vooruit est d’abord installée dans la cour d’un cabaret de la rue Saint-Gilles pour ensuite occuper de plus grands locaux à Marché-au-Fil (aujourd’hui appelée place Édouard Anseele). Vooruit fut la première coopérative belge et inspira les socialistes de Bruxelles qui en 1881 fondèrent La maison du peuple (une boulangerie ouvrière) et ceux du Hainaut qui fondèrent pour leur part Le progrès. En 1884, il lance en parallèle avec la boulangerie le quotidien Vooruit dont le premier numéro est publié le 31 août 1884. En 1886, à la suite de plusieurs émeutes et cortèges initiés par les ouvriers, mécontents et souffrant de la crise industrielle et qui donnèrent lieu à des fusillades par les forces de l’ordre, Édouard Anseele publia, par le biais du journal quotidien Vooruit du parti socialiste un avis à destination de la classe ouvrière. Cette publication donne lieu à des poursuites engagées par le parquet de Gand. Édouard a 29 ans, lorsque, le 4 juin 1886, il comparait devant la Cour d’Assises à Gand. Il est accusé d’outrages au Roi et d’excitation directe à la désobéissance aux lois. Il fut condamné à six mois de prison. Il sortit de prison le 6 février 1887.

### Carrière politique
En 1894, il entre « au parlement comme député de Liège ». Lors d’une séance à la chambre, le 25 janvier 1895, Edouard Anseele prononce son discours Cartouche et Compagnie. Le 28 mars 1895, il prononce un discours qui deviendra célèbre en réaction au projet de loi de la Chambre en matière électorale, celui-ci visant à restreindre l’accès au droit de vote. Il qualifia cette loi de loi des quatre infamies. En 1895, il devient également conseiller communal à l’Hôtel de Ville de Gand dans un Collège de coalition conduit par le libéral Emile Braun, et « participe activement à l'administration », « mais il songe en particulier au sort des chômeurs ». Et ses efforts dans le domaine conduisent à la création, en 1900 au « premier fonds communal de chômage » en Flandre, mieux connu sous le nom de Système de Gand. En 1909, il devient échevin de la ville de Gand. Le 12 octobre 1914, les Allemands entrent dans Gand. Ils réquisitionnent les ouvriers gantois, et Edouard crée alors un comité de secours qu’il préside pour venir en aide aux familles de ces ouvriers. Le 30 mars 1918, à la suite de la déportation en Allemagne du Bourgmestre, Anseele et les autres échevins quittent l’Hôtel de ville, car ils refusent de collaborer avec l’administration allemande lors de l’occupation. Mais Edouard revient à l’Hôtel de Ville en novembre pour remplir les fonctions de bourgmestre. C’est en cette qualité qu’il reçoit, après  l’Armistice, le roi, la famille royale et l’armée et ses chefs dans l’Hôtel de Ville de Gand avant de rendre son écharpe maïorale à Braun, revenu de captivité. Il est nommé ministre des travaux publics en 1918 et donne alors sa démission d’échevin. Durant ce mandat, Edouard a pour mission de remettre les infrastructures du pays sur pied, la guerre ayant fait des ravages. Il adopte également plusieurs circulaires qui viennent « modifier les taux de salaires » et donne durant ces trois années une place privilégiée au contact avec les organisations syndicales en vue d’assurer la conciliation des intérêts en présence. En septembre 1921, il participe à une manifestation à caractère international. Les socialistes, présents et nombreux, portent un insigne de fusil brisé pour témoigner de leur volonté de paix. Mais les autres partis voient cet insigne comme une «insulte à l'armée » et la présence du ministre (Edouard Anseele) « comme un patronage de la manifestation ». Il refuse cependant de désavouer ces actes et démissionne en 1921 solidairement avec les autres ministres socialistes. En septembre 1922, il est renommé échevin des finances. Entre 1900 et 1936, il est également représentant de Gand-Eeklo<.

## Ses œuvres
- 1881 : Sacrifié pour le peuple accueilli avec succès à Gand et fut traduit en français, en allemand et en espagnol.
- 1882 : La révolution de 1830.
- 1895 : Cartouche et Cie.
- 1900:  en collaboration avec Ernest Solvay Lettres sur le productivisme et le collectivisme.
- 1902 : A travers les Flandres avec une lettre préface par Edouard Anseele.
- 1903 : Door arm Vlaanderen avec une lettre préface par Edouard Anseele.